# Dvorjanci
Dvorjanci is een plaats in de gemeente Duga Resa in de Kroatische provincie Karlovac. De plaats telt 134 inwoners (2001).